# المبسوط (كتاب)
المبسوط هو كتاب في الفقه على المذهب الحنفي من تأليف شمس الأئمة السرخسي (ت: 483هـ) وقد أملاه الإمام السرخسي على تلاميذه من ذاكرته وهو سجين بالجب (في بئر) في أوزجند (بفرغانة) وكان سبب سجنه كلمة نصح بها الخاقان.
يعتبر هذا الكتاب موسوعة فقهية شاملة في الفقه المقارن بين مذهبي الإمامين أبي حنيفة والشافعي، مضافاً إليهما أحياناً مذهب الإمام مالك، وذلك في المسائل الخلافية بينهما ومناقشتها والتعقيب عليها، فضلاً عن كونِه من أمهات كتب الفقه الحنفي المعتمدة في الفتوى.
استوعب فيه المؤلف جميع أبواب الفقه بأسلوب سهل وعبارة واضحة، وبسط فيه الأحكام والأدلة والمناقشة مع المقارنة مع بقية المذاهب، وخاصة المذهب الشافعي والمذهب المالكي، وقد يذكر مذهب الإمام أحمد والظاهرية. وقد يرجح في المسألة مذهباً غير مذهب الحنفية، ويؤيد رأيه بالأدلة، وقد يجمع بين أدلة الحنفية وغيرهم جمعاً حسناً ينفي التعارض بينها.
ويُعَد هذا الكتاب أوسع الكتب المطبوعة في الفقه الحنفي والفقه المقارن ويعتمد عليه الحنفية في القضاء والفتوى حتى قال عنه العلامة نجم الدين الطرسوسي - فيما نقله عنه ابن عابدين في حاشيته (رد المحتار على الدر المختار) -: «لا يُعمَل بما يخالفُه، ولا يُركَن إلا إليه، ولا يُفتَى ولا يُعوَّل إلا عليه».
كما تبرُز أهميته في كونه أفضل وأوسع شروح كتاب (الكافي) للحاكم الشهيد المَرْوَزِي (ت: 334هـ)، والذي يُعد من كتب مسائل الأصول المُعتمدة في الفقه الحنفي، حيث جَمع فيه مؤلفه مسائل الأصول المَروية عن أصحاب المذهب، وهي كتب ظاهر الرواية الستة للإمام محمد بن الحسن الشيباني، والتي رواها الثقات وثبتت عنه بالشهرة أو التواتر، وهي: الجامع الصغير، والجامع الكبير، والسير الصغير، والسير الكبير، والزيادات، والمبسوط.

## نبذة عن المؤلف
هو قاض، وإمام مجتهد من كبار العلماء والفقهاء في المذهب الحنفي.

## عباراته في آخر الأبواب
وكما هو معروف أن كتاب المبسوط أملاه السرخسي على طلابه وهو سجين في بئر. وله فيه عبارات مؤثرة في آخر الأبواب:
- قال في آخر المناسك 4/ 192 : هذا آخر شرح العبادات، بأوضح المعاني وأوجز العبارات، أملاه المحبوس عن الجمع والجماعات، مصليا على سيد السادات...[4]
- وقال في 7/ 59: هذا آخر شرح كتاب الطلاق، بالمؤثرة من المعاني الدقاق، أملاه المحصور عن الانطلاق، المبتلى بوحشة الفراق، مصليا على صاحب البراق.[5]
- وقال في آخر العتاق 7/ 241: أملاه المستقبل للمحن بالإعتاق، المحصور في طرف من الآفاق، حامدا للمهيمن الرزاق، ومرتجيا إلى لقائه العزيز بالأشواق...[6]
- وقال في 8/ 80: انتهى شرح كتاب المكاتب، بإملاء المحصور المعاتب، والمحبوس المعاقب، وهو منذ حولين على الصبر مواظب، وللنجاة بلطيف صنع الله مراقب!..[7]
- وفي آخر البيوع 12/ 108: انتهى إملاء المنفي المحصور الممنوع، عن الأهل والولد والجموع، الطالب للفرج بالدعاء والخشوع، في ظلم الليالي بالدموع!..[8]

## فكرة بطاقة الائتمان
لقد أورد السرخسي فـي كتابـه المبسوط بالجـزء العشـرين صفحـات (50 – 52) باب من أبواب الكفالة سمَّاه باب "ضمان ما يبايع به الرجل " بدأه بالفكـرة الأساسية لبطاقة الائتمان بقوله :"وإذا قال الرجل – المصدر لرجل – التاجر بايع فلاناً – حامل البطاقة – فما بايعته به من شيء فهو عليَّ فهو جائز على ما قال، لأنه أضاف الكفالة إلى سبب وجود المال على الأصيل.
إنَّ البطاقة تتيح لحاملهـا الشراء من عدد كبيـر من التجَّار يتعـاقد معهم المصدر بضمانه لأثمان هذه المشتريات، وهذا ما ذكره السرخسي ضمن صور هذا النوع – الكفالة – بما يُوضِّح ذلك، ويوضِّح أيضاً مرحلة توقيع الإتفاقية مع التجَّار الذين يتعامل معهم حامل البطاقة، بقوله : "ولو قال لقوم خاصة – التعاقد مع تجَّـار بِعَينِهم – ما بايعتموه أنتم وغيركم فهـو عليَّ، كان عليه ما يبيع به أولئك القوم ولا يلزمه ما بايع غيرهم "لأنَّه هذا الغير لم يتعاقد مع الضامن (المصدر)".